# Velluto di Genova

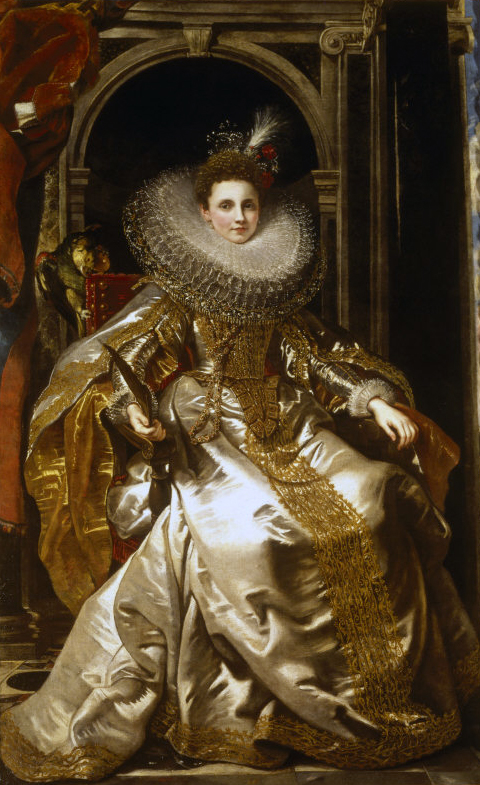
Maria Serra Pallavicino con un vestito di velluto di Genova, ritratta da Rubens all'inizio del XVII secolo.

Il velluto di Genova è un'antica tipologia di velluto a catena, sagomato, arricciato e tagliato con motivi a volte broccati sullo sfondo, originario di Genova.
All'epoca, la denominazione di "velluto di Genova" era generica, indicando sia i tessuti di raso sia per i tessuti di velluto liscio o con fantasie. I disegni e i motivi creati spesso rappresentano fiori, frutti o foglie, arabeschi o motivi geometrici vari.
Al giorno d'oggi, il velluto di Genova è usato solo nei mobili e nella tappezzeria.

## Storia
L'arte della tessitura e della tintura nel territorio ligure risale agli inizi della Repubblica di Genova, sviluppandosi poi nel XIV secolo, epoca in cui i genovesi, dopo essersi impossessati dell'isola di Chio, incominciarono a controllare il commercio di grano, cotone e l'allume, un minerale essenziale per fissare il colore sui tessuti. Tuttavia, fino al XVI secolo Genova importava seta grezza dalla Calabria, che all'epoca era la regione italiana che produceva la più grande quantità di seta. 
Vicino a Genova, il comune di Zoagli è noto fin dal medioevo per la produzione dei suoi famosi velluti di seta tessuti a mano chiamati soprarizzo. Secondo una leggenda, i primi tessitori zoagliesi importarono la cultura del velluto al loro ritorno dalla prima crociata.
La fama del velluto di Genova è dovuta alla sua lucentezza satinata e all'incomparabile morbidezza, che fin dall'inizio del XVII secolo ha vestito parte dell'aristocrazia europea dell'epoca, come dimostrano i dipinti di Van Dyck  o di Rubens. Nel Regno di Francia erano maggiormente apprezzati i velluti neri grazie alla loro morbidezza e bellezza e venivano venduti a cinque libbre al palmo. Nel 1747, l'importazione del velours de Gênes in Turenna, così come quella del damasco, divenne così importante e costosa per le casse del regno che si decise di introdurne la fabbricazione con l'arrivo di maestri artigiani provenienti dai territori genovesi.

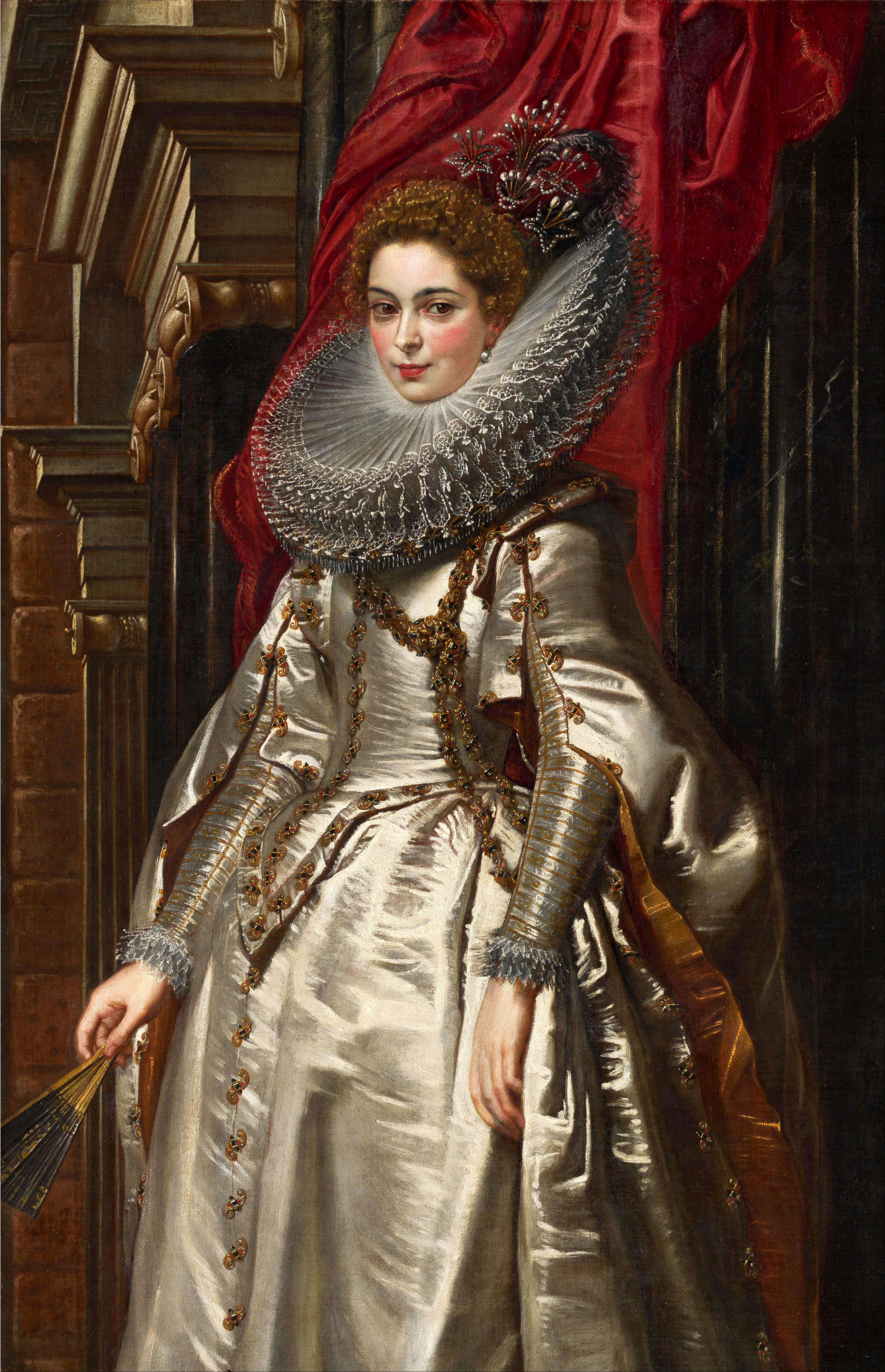
Ritratto di Brigida Spinola Doria da Rubens

Grazie alla sua tessitura più pesante, il velluto di Genova occupa un posto preponderante negli arredi dei palazzi aristocratici, dove viene utilizzato principalmente per realizzare paraventi, poltrone e rivestimenti murali. Il museo del Louvre conserva un originale tessuto da letto noto come "letto d'Effiat" realizzato in velluto di seta genovese, cesellato con motivi di ananas alternati ad applicazioni in seta ricamata con argento.

## Metodo di fabbricazione

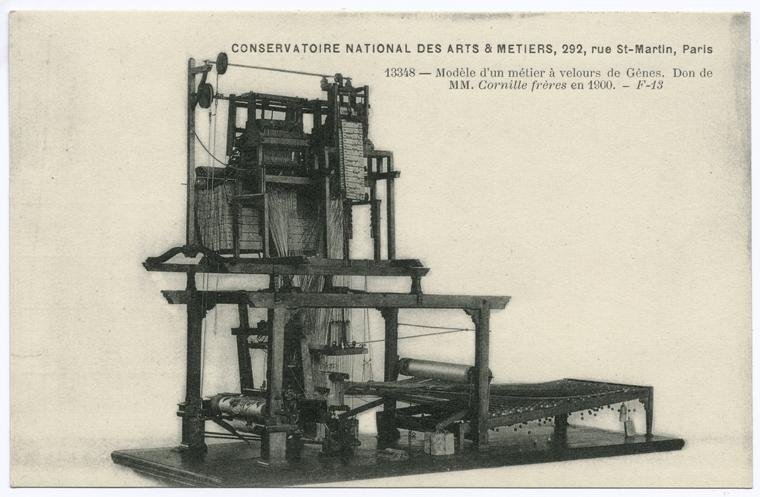
Un telaio per fabbricare il velluto di Genova (inizio XX secolo).

Per ottenere tessuti di velluto sagomati è necessario utilizzare un telaio complesso. Nel XVIII secolo, i telai avevano in media solo 40-42 licci e un gran numero di pedali, prima dell'invenzione del telaio a tiro.
Nel 1815-1820 venne inventato il telaio Jacquard, che grazie ai suoi numerosi licci (110/220/400) permetteva di realizzare motivi più dettagliati. Oggigiorno i moderni telai Jacquard elettronici possono tessere più di 8.000 fili d'ordito mossi separatamente.
Per ottenere questi motivi nel tessuto sono necessarie diverse armature (attacchi), intrecci di saia, raso, armature derivate, armature di fantasia, ordito e trama galleggianti, e altri tipi. La saia di base è la saia 2/2, perché è la più antica. Gli altri sono derivati. Questa saia è anche conosciuta come "crociato e casimiro" nel nord della Francia. Questa parola è probabilmente un derivato della parola cachemire tessuta in saia 2/2.